# Polymona ellisoni
Polymona ellisoni är en fjärilsart som beskrevs av Collenette 1938. Polymona ellisoni ingår i släktet Polymona och familjen tofsspinnare. Inga underarter finns listade i Catalogue of Life.